# Daniela Mărănducă
Daniela Mărănducă, verheiratete Nicolai, (* 17. Juni 1976 in Constanța) ist eine ehemalige rumänische Kunstturnerin und Sportaerobicerin.
Sie begann im Alter von sechs Jahren mit dem Turnen beim Farul Constanța und wurde 1991 in den Nationalkader aufgenommen. Ihren größten Erfolg hatte sie 1994, als sie bei den Weltmeisterschaften in Dortmund mit der rumänischen Mannschaft mit Simona Amânar, Nadia Hatagan, Gina Gogean, Ionela Loaieș, Lavinia Miloșovici und Claudia Presăcan Weltmeisterin wurde. Danach trat sie zurück.
Nach ihrer Turnkarriere wechselte Mărănducă zum Sportaerobic und gehörte ab 1999 der rumänischen Nationalmannschaft an. Sie war 1999, 2001 und 2003 Europameisterin im Team-Wettbewerb und 2002 und 2004 Weltmeisterin. 2005 trat sie zurück.
Mărănducă heiratete 2002 ihren Aerobic-Nationalmannschaftskameraden Remus Nicolai, mit dem sie 2007 einen Turn-Club in Constanța gründete.